# Sylvia Rivera
Pour les articles homonymes, voir Rivera.
Sylvia Ray Rivera (2 juillet 1951 - 19 février 2002) est une militante hispanique américaine pour les droits des personnes trans, des personnes vivant à la rue et des travailleuses du sexe. Honorée comme une des « mères de toutes les personnes gays », elle fait partie des émeutières de Stonewall en 1969 et fonde aux côtés de Marsha P. Johnson un mouvement des Street Transvestite Action Revolutionaries. 

## Enfance et adolescence
Sylvia Rivera est née le 2 juillet 1951 à New York, où elle a vécu une grande partie de sa vie. Elle était d'origine portoricaine et vénézuélienne. Elle est abandonnée très tôt par son père, José Rivera, et devient orpheline à l'âge de trois ans à la suite du suicide de sa mère. Elle est alors élevée par sa grand-mère vénézuélienne, qui désapprouve son comportement identifié comme féminin, à cause de l'utilisation de produits cosmétiques et de maquillage. Ainsi, à l'âge de onze ans, elle se retrouve à la rue et travaille comme prostituée sur la 42e rue. Elle est recueillie par une communauté locale de drag queens qui la renomme Sylvia.

## Émeutes de Stonewall
Sylvia Rivera a déclaré qu’avant les émeutes de Stonewall, elle s’était impliquée dans “le mouvement pour la libération des Noirs” et “le mouvement pour la paix”.
Bien qu’elle soit souvent présentée comme “celle qui a lancé la première brique”, la présence ou non de Sylvia Rivera aux émeutes de Stonewall est “largement débattue”. Selon M. J. Murphy, professeur à l’Université de l’Illinois à Springfield, spécialisé dans les études sur le genre et la sexualité, “elle a souvent changé de récit” à ce sujet.
Dans le livre Stonewall, de Martin Duberman (1993), Sylvia Rivera affirme qu’elle était présente au Stonewall Inn avant le début des émeutes. Mais, interrogée en 1987 par le journaliste Eric Marcus pour son livre Making Gay History (1992), Marsha P. Johnson, amie proche de Rivera, déclare quant à elle que, lors du déclenchement des émeutes, elle était dans un parc au nord de Manhattan avec Sylvia Rivera. Les deux témoignages se contredisent donc sur ce point.
L’historien gay David Carter (auteur de Stonewall: The Riots That Sparked The Gay Revolution (Stonewall : Les Émeutes qui ont déclenché la révolution gay), publié en 2004, non-traduit en français et “considéré comme l’ouvrage le plus important sur cet événement”) affirme que plusieurs témoins et participants de l’événement (Randy Wicker, Bob Kohler et Doric Wilson) lui ont rapporté que Rivera n’était pas à Stonewall. Selon eux, il arrivait parfois que Marsha P. Johnson contredise publiquement Sylvia Rivera lorsqu’elle affirmait avoir été présente (“Sylvia, tu sais que tu n’y étais pas”). Carter affirme que Kohler, tout en lui disant que Rivera n’était pas à Stonewall, souhaitait que Carter écrive qu’elle y était, “afin que les jeunes trans portoricaines à la rue puissent avoir un modèle”.
Carter souligne que dans un des premiers portraits de Rivera parus dans la presse, en 1970, elle ne fait nulle part mention de Stonewall ni d’aucune forme d’activisme dans les années 1960. Il pointe également les contradictions dans les différents récits qu’elle a pu faire de l’événement, ainsi que des incohérences. Ainsi, elle a affirmé que, la nuit où les émeutes ont commencé, elle participait à une fête pour l’anniversaire de Marsha P. Johnson. Or, cette dernière était née un 24 août. Il en conclut que Rivera n’était pas à Stonewall et que c’est seulement quelques années plus tard, en voyant que son amie Marsha P. Johnson recevait beaucoup d’attention des militant·e·s LGBT pour sa participation aux émeutes, qu’elle aurait commencé à affirmer qu’elle y était.
Les travaux de Carter ont été contestés par d’autres chercheurs, notamment Benjamin Shepard et Tim Retzloff. Ils reprochent à Carter de refuser de prendre au sérieux les témoignages de Rivera et de ses amis qui attestent de sa présence à Stonewall et de faire un usage sélectif de ses sources. Pour eux, les travaux de Carter seraient symptomatiques d’un effacement systémique des personnes non-blanches de l’histoire des mouvements LGBT américains. “Carter ne peut pas prouver que Sylvia Rivera n’était pas à Stonewall. En occultant Rivera, il peut seulement prouver qu’il refuse de complexifier son récit LGBT avec le témoignage soi-disant non-fiable d’une drag-queen de la rue indisciplinée et portoricaine”.

## STAR
Au début des années 1970, Sylvia Rivera milite au sein du Gay Liberation Front et de la Gay Activists Alliance. Avec Marsha P. Johnson, elle co-fonde en 1970 Street Transvestite Action Revolutionaries (STAR), un groupe d'entraide aux jeunes gays, trans et drag queens sans-abri. Elle s’inquiète en effet pour “les gamins qui, comme elle, commençaient à faire le trottoir dès l’âge de dix ou onze ans, et qui, après quelques années seulement, mourraient d’un coup de poignard ou d’une overdose ou se retrouvaient enfermés dans des vies sans issue”.
Le 21 novembre 1970, STAR et le Gay Liberation Front organisent un bal de bienfaisance qui permet de récolter suffisamment d'argent pour louer un appartement de quatre chambres, dans un immeuble délabré situé au 213, East 2nd Street, dans East Village, à New York. L'appartement, baptisé STAR House, n'a ni chauffage ni électricité mais les membres de l'organisation effectuent des travaux pour le remettre en état. Rivera et Johnson n'hésitent pas à se prostituer pour pouvoir nourrir et héberger leurs protégés, et leur éviter d'avoir à le faire eux-mêmes. La STAR House reste ouverte quelques mois, jusqu'en juillet 1971.

## Dernières années
Après la mort de Marsha P. Johnson, dont le corps est retrouvé dans l'Hudson River en 1992, Sylvia Rivera vit sur les rives du fleuve dans un abri de fortune.
Au milieu des années 90, elle bénéficie d’une reconnaissance tardive de la part du mouvement LGBT américain, et elle est mise à l’honneur lors de la Pride new-yorkaise de 1994, qui célèbre les 25 ans des émeutes de Stonewall. “Le mouvement m’avait rangée sur une étagère, mais ils m’en ont sortie et m’ont époussetée, déclare-t-elle en 1995 dans une interview au New York Times. C’était magnifique. J’ai descendu la 58e rue et les jeunes m’interpellaient depuis les trottoirs : “Sylvia, Sylvia, merci, nous savons ce que tu as fait”. Après cela, je suis retournée sur l’étagère. Ce serait formidable si le mouvement prenait soin des siens. Mais ne vous inquiétez pas pour Sylvia”.
Vers 1997, elle emménage dans la Transy House, un immeuble de Brooklyn destiné à héberger les personnes trans sans-abri. La Transy House, ouverte par Rusty Mae Moore et Chelsea Goodwin en 1995, s'inspire de la STAR House de Rivera et Johnson. C'est là que Rivera vit ses dernières années et qu'elle rencontre sa dernière compagne, Julia Murray.
Elle s’engage auprès de l’Église communautaire métropolitaine (ECM) de New York, une église protestante qui milite en faveur des personnes LGBT. Elle y coordonne la distribution alimentaire. La banque alimentaire de l’ECM porte désormais son nom. Après sa mort, et conformément à son souhait, l’EMC crée un refuge pour les jeunes LGBT sans-abri, baptisé Sylvia Rivera’s Place.
En 2000, elle participe à la Word Pride (également appelée Millenium Pride), à Rome où, selon ses mots, elle est célébrée comme “la mère du mouvement mondial pour les trans et du mouvement de libération gay”.
À la suite du meurtre d’Amanda Milan (une jeune femme trans afro-américaine de 25 ans assassinée à New York le 20 juin 2000 par deux hommes), Sylvia Rivera “ressuscite” l’organisation STAR le 6 janvier 2001, sous le nom de Street Transgender Action Revolutionaries (le mot “transvestites” étant remplacé par “transgender”). Durant ses derniers mois, elle continue à militer, notamment pour que justice soit rendue dans l’affaire du meurtre d’Amanda Milan, mais aussi pour que les législations de l’État et de la Ville de New York protègent les personnes trans contre les discriminations.
Elle meurt à 50 ans, aux premières heures du 19 février 2002, à l’hôpital Saint-Vincent de Manhattan, des suites d’un cancer du foie,. Selon la militante pour les droits des trans Riki Wilchins, “à bien des égards, Sylvia était la Rosa Parks du mouvement transgenre moderne, une expression qui n’a été forgée que deux décennies après Stonewall”.

## Postérité

### Sylvia Rivera Law Project
L'activiste et avocat trans Dean Spade a créé en 2002 une organisation qui fournit des services juridiques gratuits aux personnes transgenres et racisées à faible revenu, et qu'il a nommée Sylvia Rivera Law Project. Il s'est inspiré dans son travail à la tête de ce collectif de l'approche intersectionnelle qui avait été celle de Sylvia Rivera. Dean Spade présente également la structure horizontale de l'organisation comme un héritage de Sylvia Rivera : il déclare à ce sujet : « Nous ne payons pas les avocats plus cher que les personnes qui n’ont pas de diplôme [...]. Je pense que tout ce travail est dans la veine de ce que Sylvia demandait parce qu'elle venait de mouvements dans les années 60 et 70 qui étaient fondés sur le volontariat, et qui essayaient de créer des mobilisations de masse.».

### Film documentaire et court-métrage de fiction
Le documentaire STAR People Are Beautiful People (2009), coproduit par Sasha Wortzel et Tourmaline, documente la vie et le travail de Sylvia Rivera et de STAR (Street Transvestite Action Revolutionaries). En 2018, Wortzel et Tourmaline sortent un court-métrage de fiction, Happy Birthday, Marsha!, qui imagine la nuit où ont débuté les émeutes de Stonewall en s'inspirant des mythes et légendes autour de l'événement. Des actrices y incarnent Marsha P. Johnson et Sylvia Rivera.

### Hommages
L'intersection de Christopher Street et de Hudson Street, à proximité du Stonewall Inn, à New York, porte depuis 2005 le nom de Sylvia Rivera Way.
En 2019, à l’occasion du cinquantième anniversaire des émeutes de Stonewall, plusieurs initiatives rendent hommage conjointement à Marsha P. Johnson et Sylvia Rivera :
- en mai 2019, une fresque de Sylvia Rivera et Marsha P. Johnson est dévoilée à Dallas, au Texas. L'œuvre, qui représente ces deux “figures-clés des débuts du mouvement de libération queer” devant un drapeau trans, serait la plus grande fresque des États-Unis en l’honneur de personnes trans[25].
- le 30 mai 2019, le maire démocrate de New York, Bill de Blasio, annonce vouloir ériger un monument à Sylvia Rivera et Marsha P. Johnson à Greenwich Village, près du Stonewall Inn. L’érection du monument doit s’achever en 2021. Ce sera le premier au monde à rendre hommage à des militantes des droits des trans[25],[26].
- en juin 2019, Sylvia Rivera fait partie des 50 premiers “pionniers et héros” inscrits au Mur d’honneur LGBTQ national, installé dans le Stonewall Inn, au sein du Monument national de Stonewall (le premier Monument national américain dédié à l’histoire du mouvement LGBT)[27].

En France, un jardin de Metz porte depuis 2020 les noms de Marsha P. Johnson et Sylvia Rivera. La veille de son inauguration, la plaque portant leurs noms est vandalisée par des propos homophobes.